# Noah Fadiga
Noah Fadiga (Bruges, 3 dicembre 1999) è un calciatore belga naturalizzato senegalese, difensore dell'Arīs Salonicco.

## Biografia
È figlio dell'ex calciatore senegalese Khalilou Fadiga.

## Caratteristiche tecniche
È un terzino destro.

## Carriera
Cresciuto nel settore giovanile di Gent, Anderlecht e Club Bruges, inizia la sua carriera in prestito al Volendam, con cui debutta il 9 agosto 2019 in occasione dell'incontro di Eerste Divisie pareggiato 1-1 contro l'Helmond Sport.
Il 19 luglio 2020 si trasferisce a titolo definitivo all'Heracles Almelo, con cui firma un contratto triennale; debutta in Eredivisie il 17 ottobre scendendo in campo dal primo minuto nell'incontro perso 1-0 contro l'RKC Waalwijk.
Il 1º luglio 2022 viene acquistato dai francesi del Brest.

## Statistiche

### Presenze e reti nei club
Statistiche aggiornate al 9 aprile 2023.
| Stagione               | Squadra                | Campionato             | Campionato | Campionato | Coppe nazionali | Coppe nazionali | Coppe nazionali | Coppe continentali | Coppe continentali | Coppe continentali | Altre coppe | Altre coppe | Altre coppe | Totale | Totale | Totale |
| Stagione               | Squadra                | Comp                   | Pres       | Reti       | Comp            | Pres            | Reti            | Comp               | Pres               | Reti               | Comp        | Pres        | Reti        | Pres   | Reti   |        |
| ---------------------- | ---------------------- | ---------------------- | ---------- | ---------- | --------------- | --------------- | --------------- | ------------------ | ------------------ | ------------------ | ----------- | ----------- | ----------- | ------ | ------ | ------ |
| 2019-2020              | Volendam               | 1D                     | 24         | 1          | CO              | 1               | 0               |                    | -                  | -                  |             | -           | -           | 25     | 1      |        |
| 2020-2021              | Heracles Almelo        | ED                     | 15         | 0          | CO              | 1               | 0               |                    | -                  | -                  |             | -           | -           | 16     | 0      |        |
| 2021-2022              | Heracles Almelo        | ED                     | 33+2       | 1+0        | CO              | 1               | 0               |                    | -                  | -                  |             | -           | -           | 36     | 1      |        |
| Totale Heracles Almelo | Totale Heracles Almelo | Totale Heracles Almelo | 50         | 1          |                 | 2               | 0               |                    | -                  | -                  |             | -           | -           | 52     | 1      |        |
| ago. 2022-2023         | Brest                  | L1                     | 20         | 1          | CF              | 1               | 0               |                    | -                  | -                  |             | -           | -           | 21     | 1      |        |
| Totale carriera        | Totale carriera        | Totale carriera        | 94         | 3          |                 | 4               | 0               |                    | -                  | -                  |             | -           | -           | 98     | 3      |        |